# Trana
Trana là một đô thị ở tỉnh Torino trong vùng Piedmont, có vị trí cách khoảng 25 km về phía tây của Torino, nước Ý. Tại thời điểm ngày 31 tháng 12 năm 2004, đô thị này có dân số 3.559 người và diện tích là 16,4 km².
Trana giáp các đô thị: Avigliana, Giaveno, Reano, Sangano, Piossasco, và Cumiana.

## Địa điểm nổi bật
- Giardino Botanico Rea